# Bandiera del Cile

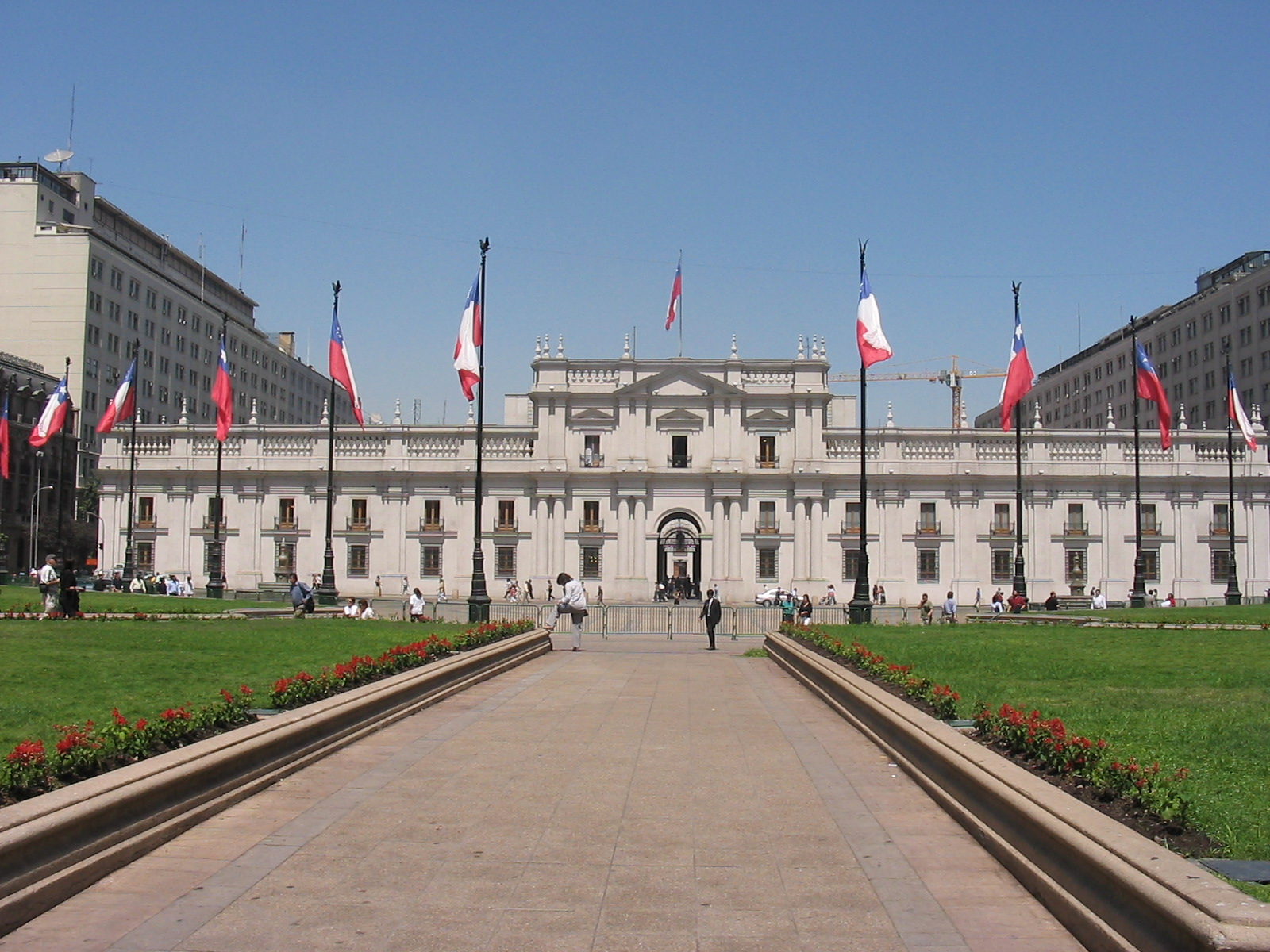
Bandiere cilene sul Palacio de la Moneda

La bandiera del Cile è formata da due bande orizzontali di uguali dimensioni, quella superiore è bianca e quella inferiore è rossa; sulla banda bianca, dal lato dell'asta, è presente un quadrato blu con una stella bianca a cinque punte al suo interno.
La prima versione era un tricolore orizzontale blu, bianco e rosso, ma nel 1854 il disegno fu modificato in due fasce orizzontali bianca e rossa con il cantone blu contenente una stella bianca.
Il protocollo stabilisce che la bandiera può essere issata in orizzontale o in verticale, ma la stella deve sempre trovarsi nell'angolo in alto a sinistra.
I significati dei colori sono:
- Rosso: rappresenta il sangue dei patrioti morti per la conquista della libertà.
- Bianco: rappresenta la neve delle Ande.
- Blu: rappresenta il blu del cielo e il mare (oceano Pacifico)
- la stella: la stella bianca è simbolo di progresso, indica la forte volontà del popolo cileno e sottolinea il fatto che il Cile è una repubblica unitaria e non una repubblica federale.

Adottata nel 1817 durante la lotta per l'indipendenza dalla Spagna, la bandiera ha un disegno evidentemente ispirato alla bandiera statunitense: i colori erano però usati ben prima dell'arrivo degli spagnoli. Venne disegnata dallo spagnolo Antonio Arcos, e poi appoggiata dal ministro della guerra Jose Ignacio Zenteno per usarla come bandiera nazionale.

## Bandiere storiche

Bandiera presumibilmente usata dai Mapuche durante la Guerra di Arauco (XVIII secolo)
Bandiera della Patria Vieja (1812-1814)
Bandiera alternativa della Patria Vieja (1812-1814)
Bandiera della Transizione (1817-1818)
La prima versione dell'attuale bandiera cilena (1818)